# Het tovertafeltje
Het tovertafeltje is het eerste stripverhaal uit de reeks over de 17e-eeuwse tweeling Puk en Poppedijn, geschreven en getekend door Piet Wijn. Het werd als feuilleton gepubliceerd in het christelijke weekblad De Spiegel. In 1995 is de reeks gebundeld.

## Het verhaal
Puk en Poppedijn gaan het bos in om bramen te plukken. Daar bevrijdt Puk een kabouter die door Magistro de tovenaar in een mandje was opgesloten. De tovenaar lag te slapen, maar wordt wakker en is woedend. Hij neemt de tweeling mee naar zijn huis, waar ze voor zijn eten moeten zorgen. Het blijkt dat de kabouters zijn tovertafeltje hebben gestolen, dat altijd voor lekker eten kan zorgen, eenzelfde thema als bij Tafeltje dek je.
's Nachts wordt de tweeling door de kabouters uit het huis van de tovenaar bevrijd en gaan ze mee naar hun koning. Ze mogen deelnemen aan een feest, waar het tovertafeltje zorgt voor allerlei lekker eten. Ondanks waarschuwingen van Poppedijn eten alle kabouters en Puk zich letterlijk ziek.
Dan verschijnen Grom, de bediende van Magistro, en zijn hond Hector. Alle kabouters en de tweeling verstoppen zich. Grom ziet het tovertafeltje en kan de verleiding niet weerstaan om het uit te proberen. Ook hij wordt doodziek. Omdat Puk zich te ziek voelt, besluit Poppedijn actie te ondernemen. Ze beseft dat het tovertafeltje hen geen goed zal doen en gaat ermee het bos in, op zoek naar het huis van de tovenaar.
Vroeg in de ochtend komt ze langs het huisje van Anneke Tanneke, die de tante van de tovenaar blijkt te zijn. Poppedijn legt alles uit. Anneke Tanneke kan ook toveren en op haar vliegende bezem gaan ze naar de tovenaar. Met de tovenaar gaan ze dan weer naar de kabouters. Poppedijn krijgt van de kabouterkoning een ridderorde, omdat ze het koninkrijk gered heeft van het snoepen.
Magistro neemt het tovertafeltje weer mee naar huis en, omdat hij een wijze tovenaar is, tovert hij er alleen maar gezond voedsel mee. Dan keren Puk en Poppedijn weer naar huis.

## Uitgaven

### Achtergronden bij de uitgaven
- Het verhaal bestaat uit 14 pagina's, genummerd van 1-1 tot 14-1, die verschenen in wekelijkse afleveringen van 14 november 1964 tot en met 13 februari 1965.
- Het verhaal is nooit in een reguliere albumreeks uitgegeven. Pas in 1995 zijn alle verhalen verschenen in drie luxe banden.